# Kępieńce
Kępieńce (niem. Königshöhe) – dawna miejscowość, obecnie zniesiona część miasta Międzyzdroje, położona na wschodnim obszarze miasta, w okolicy ulic Krótkiej i Światowej.
Po II wojnie Kępieńce włączono do miasta Międzyzdroje w powiecie wolińskim w województwie szczecińskim. 1 stycznia 1973 miasto Międzyzdroje (z Kępieńcami) zniesiono, włączając je do miasta Świnoujścia. 15 marca 1984 Kępieńce wyłączono ze Świnoujścia, po czym weszły one po raz drugi w skład usamodzielnionego miasta Międzyzdroje.
Nazwę Kępieńce zniesiono 1 stycznia 2011.